# ثياميثوكسام
ثياميثوكسام هو الاسم الشائع لمزيج من المتصاوغات الهندسية التي تستخدم كمبيد حشري ينتمي إلى فئة مبيدات النيونيكوتينويد. يتميز مركب الثياميثوكسام بأن له طيف واسع من النشاط ضد العديد من أنواع الحشرات، ويمكن استخدامه أيضًا كمعالج للبذور.

## لمحة تاريخية
كانت شركة سيبا غايغي (التي أصبحت شركة سينغنتا حاليا) هي التي طورت مُركب الثياميثوكسام في عام 1991، والذي طُرحت منتجاته في الأسواق بداية من عام 1998. نشأ نزاع بيعد ذلك بين كل من شركة سيبا غايغي وشركة باير بشأن براءات الاختراع للمركب، حيث كانت شركة باير تمتلك بالفعل براءات اختراع تغطي مبيدات النيونيكوتينويد الأخرى، والتي تتضمن مركبات الإيميداكلوبريد والكلوثيانيدين. تمت تسوية النزاع في النهاية في عام 2002 بعد أن دفعت شركة سينغنتا لشركة باير مبلغً 120 مليون دولارًا أمريكيًا مقابل الحقوق العالمية في مركب الثياميثوكسام.

## التحضير
كان الكيميائيون في شركة سيبا غايغي هم أول من حضر مركب الثياميثوكسام في عام 1991. وتتمثل الخطوة الأولى في تحضير مركب الثياميثوكسام في معالجة مركب كبريتيد-ميثيل-نيترو-نيترو-أيزوثيو اليوريا باستخدام الميثيل أمين لينتج مركب نيترو-ميثيل نيترو الكوانيدين. ثم يُستخدم هذا الوسيط في تفاعل مانيش مع الفورمالديهايد في حمض الفورميك لإنتاج مركب 3-ميثيل-4-نيتروإيمينو-1,3,5-الأوكساديازينان، وفي الخطوة النهائية تكون الدورة غير المتجانسة مؤلكلة بـ N بمشتق الثيازول لإنتاج خليط من المتصاوغات الهندسة E وZ للمنتج النهائي.